# بیمه سرطان
بیمه سرطان نوعی بیمه سلامت است که ایجاد آن تقریباً به پنجاه سال پیش بازمی‌گردد. این پوشش بیمه‌ای توسط شرکت‌های بیمه‌گری همچون افلک و شرکت بیمه امریکن هریتیج ایجاد شده‌است. در واقع بیمه سرطان به عنوان جایگزینی برای بیمهٔ متداول سلامت، طراحی نشده است بلکه به این منظور ایجاد شده تا خدمات پوشش بیمهٔ مرسوم را تقویت کند و نقشی مکمل بر آن داشته باشد و در افرادی که از این دسته بیماری‌ها رنج می‌برند، میزان هزینه از جیب را کاهش دهد؛ و در واقع یک بیمه تکمیلی بر بیمه مرسوم سلامت باشند. اساس کاری بیمه سرطان پوشش تمام خدمات درمانی مختص سرطان و روان‌سازی کار درمان است؛ و منحصراً بر خدمات لازم جهت غربالگری، درمان، داروها و تجهیزات لازم و فالوآپ متمرکز شده‌است.

## بیمه سرطان در کشورهای توسعه‌یافته
سرطان شایع‌ترین علت مرگ‌ومیر در افراد زیر ۷۰ سال و دومین عامل فوت پس از بیماری‌های قلبی-عروقی در افراد بالای ۷۰ سال محسوب می‌شود. سرطان می‌تواند یک بیماری پرهزینه باشد. در آمریکا از هردو مرد، یک نفر و از هر سه زن، یک نفر در معرض ابتلا به سرطان‌های پیشرفته قرار دارد. هرساله تعداد قابل‌توجهی در جهان مبتلا به سرطان می‌شوند که حتی با یک پوشش متداول و مرسوم بیمه‌ای، اگر فردی با سرطان تشخیص داده شود، هزینه خروجی از جیب فرد حتماً چشمگیر خواهد بود. در واقع بیمه‌های متداول سلامت تنها فقط ۳۸٪ هزینه‌های پزشکی مربوط به سرطان را پرداخت می‌کند درحالی‌که ۶۲٪ هزینه درمان باید توسط خود کاربر پرداخت شود که هزینه بالایی است. به همین منظور در طی سال‌های گذشته در اکثر کشورهای توسعه‌یافته و حتی برخی کشورهای درحال‌توسعه، سیاست بیمه‌ای سرطان را تعریف و اجرایی ساختند که با اقبال عمومی مواجه گشت و با توسعه برنامه‌های ساختاری خود خدمات گسترده‌ای را در زمینهٔ درمان اعم از بستری، سرپایی، جراحی، شیمی‌درمانی و رادیوتراپی ارائه می‌دهند.
میزان بقای پنج‌ساله برای سرطان‌های قابل غربالگری در حدود ۸۶٪ است این درصد به کاهش واقعی در میزان مرگ‌ومیر و هم‌چنین در تشخیص زودتر سرطان بازمی‌گردد.
سرطان‌ها می‌توانند به کمک غربالگری خیلی سریع قابل پیشگیری و شناسایی باشند. حقیقت ناراحت‌کننده موجود این است که بیشتر افراد مبتلا نمی‌توانند هزینه‌های گران‌قیمت بعضی از تست‌های غربالگری را پرداخت نمایند. به همین منظور شرکت‌های بیمه‌گر در کشورهای توسعه‌یافته فعالیت‌های خود را روی بیمه‌های سرطان کاربرپسند متمرکز کرده‌اند. سیاست‌های شرکت‌های بیمه‌ای بر این اساس پایه‌گذاری شده‌است که هزینه‌های مربوط به غربالگری سرطان را به کاربران خود پرداخت می‌کند و کاربران این اجازه را دارند که هرآنگونه که می‌خواهند هزینه کنند. یا آن را صرف تست‌های غربالگری کنند یا به‌عنوان مثال آن را به‌عنوان جبران درآمد کم خود مصرف نمایند. در واقع می‌توان به صراحت بیان کرد که حتی بهترین بیمه‌های درمانی نیز قادر به پوشش تمام هزینه‌های مربوط به درمان سرطان نیستند و همین ضعف در پوشش بیمه‌ای سبب ایجاد بیمه‌های تعریف شده و مستقل برای سرطان شدند.

## پوشش هزینه‌ها
هزینه‌های یک بیمار سرطانی با توجه به شرایط سنی، موقعیت اجتماعی و نوع سرطان متفاوت است. بر همین مبنا پوشش دهی هزینه‌های مربوط به سرطان باید برای هر بیمار اختصاصی و متناسب با شرایط بیمار و نوع سرطان آن باشد.
اما به‌طور عمومی شرکت‌های بیمه سرطان خدماتی را در سه گروه غربالگری، درمان و هزینه‌های حین درمان یا پس از آن را پوشش می‌دهند که عبارت‌اند از:
۱) برخی خدمات موجود برای تست‌های غربالگری همانند:
- ماموگرافی
- سونوگرافی از سینه
- تست حرارتی سینه
- آزمایش خون فاکتور سرطان سینه (CA15-3)
- آزمایش خون آنتی‌ژن مخصوص پروستات (PSA)
- آزمایش خون فاکتور سرطان کولون (CEA)
- سیگموئیدوسکوپی
- کولونوسکوپی
- آزمایش خون فاکتور سرطان تخمدان (CA125)
- تست پاپ اسمیر
- عکس‌برداری از قفسه سینه (chest X-ray)
- آزمایش نمونه‌گیری مدفوع
- آزمایش الکتروفورز پروتئین سرم در میلوما

۲) برخی خدمات ارائه‌شده در زمینهٔ درمان عبارت‌اند از:
- شیمی‌درمانی
- پرتودرمانی
- ایمونوتراپی
- جراحی
- هورمون درمانی
- امور آزمایشگاهی
- امور تشخیصی و نمونه‌برداری مانند تصویربرداری‌های پزشکی و پاتولوژی
- هزینه خرید دارو
- خدمات پرستاری در منزل.

۳) برخی از خدمات جانبی حین و پس از درمان عبارت‌اند از:
- خدمات تغذیه‌ای به بیمار
- حمل‌ونقل بیمار و اعضای خانواده
- خدمات آمبولانس (هوایی و زمینی)
- خدمات مربوط به اسکان بیمار و اعضای خانواده
- خدمات مشاوره‌ای و پرستاری‌های ویژه

## بیمه سرطان در ایران
تمایز اصلی کشورهای توسعه‌یافته با کشورهای درحال‌توسعه، کنترل و مدیریت سرطان است. در حقیقت سرطان‌هایی که در کشورهای درحال‌توسعه در مراحل پیشرفته تشخیص داده می‌شوند در کشورهای توسعه‌یافته به دلیل ساختار قدرتمند بیمه و خدمات بهداشتی درمانی، در مراحل آغازین قابل شناسایی بوده و درمان می‌گردد. می‌توان با قاطعیت بیان داشت که همکاری نهادهای بیمه‌گر از مهم‌ترین اجزا سیستم تحول نظام سلامت در یک کشور است. خدمات بیمه‌ای صحیح می‌تواند به میزان قابل‌توجهی از بار استرس بر بیماران بکاهد. هم‌چنین ترس موجود نسبت به سرطان در سطح جامعه نیز با وجود حمایت‌های همه‌جانبه رفته‌رفته به میزان چشمگیری کاهش خواهد یافت.
در ایران امروزه مشکلات اساسی و بنیادین در رابطه با بیمه‌های تکمیلی وجود دارد و آن این است که همکاری مطلوب و دوطرفه‌ای میان نهادهای بیمه‌گر و بیمارستان‌ها وجود ندارد و به دلیل تخلفاتی که گاه در بیمارستان‌ها صورت می‌گیرد نهادهای بیمه‌گذار را در ارائه خدمات مردد می‌کند. هم‌چنین باید از طرف ارگان‌های دولتی نظارتی قانونی بر عملکرد بیمه‌های تکمیلی صورت گیرد تا بیمه شونده به‌طور کامل به‌حق و حقوق خود دسترسی داشته باشد؛ اما قسمت مهم‌تر و مرتبط با موضوع، همکاری و مشارکت دولت با نهادهای بیمه‌گذار در ایجاد تعریف واحد برای بیمه سرطان است که از نیازهای اساسی بر نظام سلامت، وجود بیمه‌ای تعریف شده و جامع برای درمان سرطان یا تست‌های غربالگری در کشور است تا خدماتی را به بیمه شوندگان در جهت بهبود کیفیت سلامت کشور متناسب با مبالغ پرداختی از جانب بیمه شونده ارائه کنند. اتفاقی که امروزه در اکثر کشورهای توسعه‌یافته در حال اجراست.
امروزه بیمه‌های سرطان در ایران در حال پا گرفتن هستند حتی برخی از شرکت‌های بیمه‌ای با هدف بیمه سرطان آغاز به کار کرده‌اند اما مهره کلیدی در به مقصد رسیدن این اهداف، همکاری تنگاتنگ و دوجانبه دولتمردان و شرکت‌های بیمه‌ای و بیمارستان‌ها است که این خود در گرو تدوین سیاست‌های متقن و متناسب با فرهنگ و شرایط اجتماعی و اقتصادی خانواده‌های ایرانی است نه اینکه تنها رونوشتی از سیاست‌های بیمه‌ای در کشورهای دیگر، اجرا شود بلکه باید سیاست‌ها و اهداف، داخلی‌سازی گردند و شرایط اجتماعی و اقتصادی و حتی فرهنگی جامعه در این سیاست‌ها دخالت داده شوند. در حالی امروزه مشاهده می‌شود اکثر حمایت‌های مالی از بیماران مبتلابه سرطان توسط سازمان‌های مردم‌نهاد مانند خیریه‌ها صورت می‌گیرد کمتر مشاهده می‌شود که نهادهای دولتی و بیمه‌گذار سهیم باشند. انتظار می‌رود با توجه به رونق طرح تحول سلامت در کشور، برنامه‌ریزی‌های جامع و هدفمندی باهدف ترویج و گسترش بیمه‌های سرطان در جامعه و اعتمادسازی در میان مردم جهت رجوع و بهره‌مندی از این دسته از بیمه‌ها اولاً بتوان فرهنگ غربالگری و خود مراقبتی و همچنین کاهش ترس موجود از سرطان را نهادینه نمود و ثانیاً از گسترش و پیشرفت سرطان جلوگیری کرد و رضایت‌مندی از سیستم سلامت را ارتقا داد.